# Isiata
Isiata is een plaats (frazione) in de Italiaanse gemeente San Donà di Piave.